# Collía
Santo Tomás de Collía (en asturiano y oficialmente: Santitomás) es la tercera parroquia más grande del municipio de Parres, en el Principado de Asturias, tras Cuadroveña y Viabaño.

## Entidades de población
Forman parte de esta parroquia los siguientes núcleos rurales: Collía, Andeyes, Las Coronas, Montealea, Collado de Santo Tomás, La Vita, La Salgar y Bodes.